# Праздники Саудовской Аравии
В Саудовской Аравии имеются 5 национальных праздников. Поскольку в Саудовской Аравии действует исламский лунный календарь, даты многих праздников являются плавающими по григорианскому календарю. Ниже приводится список праздников по состоянию на 2023 год:
| Дата         | Название                            | Местное название                                                 | Дней   |             |
| ------------ | ----------------------------------- | ---------------------------------------------------------------- | ------ | ----------- |
| 22 февраля   | День Основания государства          | араб. يوم التأسيس السعودي‎                                        | 1 день | [ 1 ] [ 2 ] |
| 21—24 апреля | Окончание Рамадана                  | (араб. عيد الفطر‎ (’ид аль-фитр)                                  | 4 дня  | [ 1 ] [ 2 ] |
| 27—30 июня   | Праздник жертвоприношения           | араб. عيد الأضحى‎ (’ид аль-адха)                                  | 4 дня  | [ 1 ] [ 2 ] |
| 23 сентября  | Национальный день Саудовской Аравии | араб. اليوم الوطني للمملكة العربية السعودية‎ (аль-яом аль-ватани) | 1 день | [ 1 ] [ 2 ] |
| 27 сентября  | День рождения Пророка               | араб. المولد النبوي‎ (маулид)                                     | 1 день | [ 2 ]       |

Помимо национальных праздников, имеется ещё некоторое количество достаточно широко отмечаемых памятных дней:
| Дата     | Название                | Дней   |       |
| -------- | ----------------------- | ------ | ----- |
| 21 марта | День матери             | 1 день | [ 1 ] |
| 22 марта | Начало Рамадана         | 1 день | [ 1 ] |
| 21 июня  | День отца               | 1 день | [ 1 ] |
| 19 июля  | Мусульманский Новый год | 1 день | [ 1 ] |